# Occupation japonaise de Gyeongbokgung
Révolution  paysanne Donghak et Première guerre sino-japonaise
Batailles
Révolution paysanne Donghak
Première révolte
- Gobu (en)
- Hwangtojae (en)
- Rivière Hwangryong (en)
- Forteresse de Jeonju (en)

Été 1894
- Palais de Gyeongbok

Deuxième révolte
- Ugeumchi
- Retraite de Gongju (en)

- Palais de Gyeongbok
- Pungdo
- Seonghwan
- Pyongyang
- Yalou
- Jiuliancheng
- Lüshunkou
- Port-Arthur
- Weihaiwei
- Yingkou
- Pescadores

L'occupation japonaise de Gyeongbokgung (일본군의 경복궁 점령), aussi appelé incident Gabo, se déroule le 23 juillet 1894 pendant le cessez-le-feu de la révolution paysanne Donghak. Les forces impériales japonaises, dirigées par le ministre plénipotentiaire japonais en Corée Ōtori Keisuke et le général Ōshima Yoshimasa, occupent le palais de Gyeongbok pour restaurer le père du roi Gojong, Daewongun, et établir un gouvernement pro-japonais sous la direction de Kim Hong-jip et l'administration du parti Gaehwa.
L'incident provoque le déclenchement de la première guerre sino-japonaise avec la bataille de Seonghwan.

## Contexte
Le 1er juin 1894, des rumeurs parviennent aux rebelles Donghaks selon lesquelles les Chinois et les Japonais sont sur le point d'envoyer des troupes. Les rebelles acceptent donc un cessez-le-feu avec le gouvernement de Joseon pour éliminer tout motif d'intervention étrangère. Le 2 juin, le cabinet japonais décide d'envoyer des troupes en Corée si la Chine fait de même. En mai, les Chinois prennent des mesures pour préparer la mobilisation de leurs forces dans les provinces du Zhili, du Shandong, et de Mandchourie. Cependant, ces actions sont davantage planifiées comme une manifestation armée visant à renforcer la position chinoise en Corée que comme une préparation à la guerre contre le Japon. Le 3 juin, le roi Gojong, sur recommandation du clan Min et sur insistance de Yuan Shikai, demande l'aide du gouvernement chinois pour réprimer la rébellion Donghak. Bien qu'elle ne soit pas aussi grave qu'elle ne le paraissait initialement et que les forces chinoises ne sont donc pas nécessaires, le gouvernement Qing décide d'envoyer 2 500 hommes sous le commandement du général Ye Zhichao (en) au port d'Asan, à environ 70 km de Séoul. Les troupes destinées à la Corée naviguent à bord de trois paquebots britanniques affrétés par le gouvernement chinois et arrivent à Asan le 9 juin. Le 25 juin, 400 soldats supplémentaires débarquent. Par conséquent, Ye Zhichao dispose d'environ 2 800 à 2 900 soldats sous ses ordres à Asan à la fin du mois de juin,.
Observant de près les événements sur la péninsule, le gouvernement japonais est rapidement convaincu que la rébellion conduira à une intervention chinoise en Corée. En conséquence, peu après avoir appris la demande d'aide militaire chinoise du gouvernement coréen, tous les navires de guerre japonais à proximité reçoivent immédiatement l'ordre de se rendre à Pusan et Chemulpo.. Le 9 juin, les navires de guerre japonais font escale consécutivement à Chemulpo et Pusan. Une formation de 420 marins, sélectionnés parmi les équipages des navires de guerre ancrés à Chempulo, est immédiatement dépêchée à Séoul, où ils servent de contrepoids temporaire aux troupes chinoises campées à Asan. Simultanément, une brigade renforcée d'environ 8 000 soldats de la 9e brigade d'infanterie de l'armée japonaise, également connue sous le nom de brigade composite Oshima, sous le commandement du général Ōshima Yoshimasa, est également envoyée à Chemulpo le 27 juin puis à Yongsan.
Selon les Japonais, le gouvernement chinois viole la convention de Tientsin en n'informant pas le gouvernement japonais de l'envoi de troupes. Les Chinois affirment néanmoins que le Japon a approuvé la décision. Les Japonais répliquent en envoyant un corps expéditionnaire en Corée. Les 400 premiers soldats arrivent le 9 juin en route vers Séoul et 3 000 autres débarquent à Incheon le 12 juin. Cependant, les responsables japonais nient toute intention d'intervenir. En conséquence, le vice-roi Qing Li Hongzhang « est amené à croire que le Japon ne fera pas la guerre, mais que les Japonais sont prêts à agir ». Le gouvernement Qing rejette la suggestion du Japon de coopérer ensemble pour réformer le gouvernement coréen. Le ministre plénipotentiaire japonais en Corée, Ōtori Keisuke, demande au roi Gojong d'établir un câble électrique entre Hanseong et Pusan à usage militaire et une caserne pour loger leurs troupes. Il exige également le retrait des troupes Qing et l'annulation du traité sino-coréen de 1882 (en) et d'autres accords commerciaux conclus entre eux. Le gouvernement Joseon rejette ces demandes et exige que le Japon et les Qing retirent leurs troupes, affirmant qu'il fera pression pour des réformes sans eux. Il crée le Gyojeongcheong (« Conseil de révision et de rectification ») pour mener à bien le programme de réformes.

## La bataille

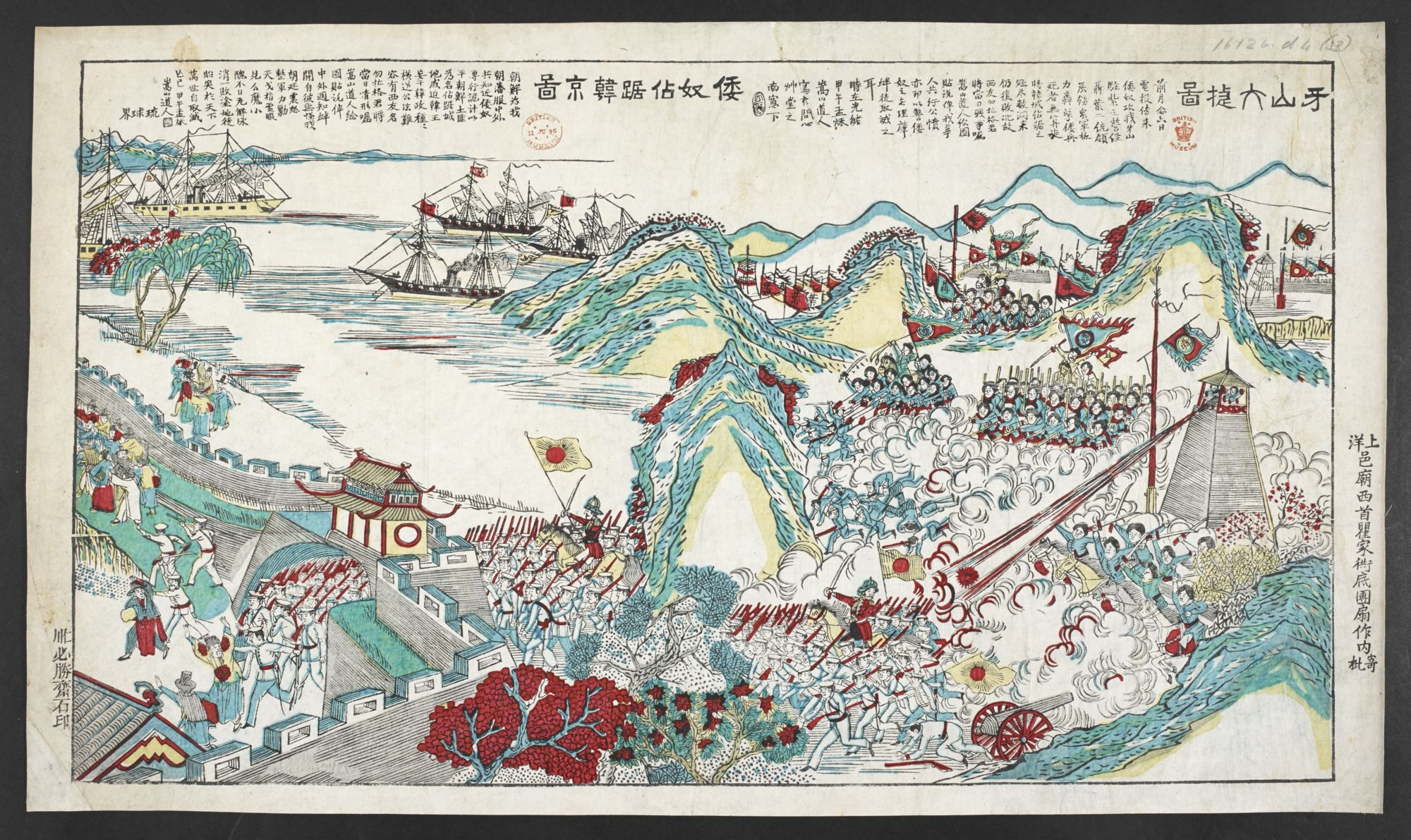
Les troupes japonaises prennent d'assaut le palais, capturant le roi Gojong (en bas à gauche) et la reine consort tandis que le reste de leur armée engage les Qing à Seonghwan.

### Préparatifs
Le 22 juillet, vers 22 heures, à la légation japonaise, Otori ordonne à Ōshima et à sa 9e brigade d'infanterie de marcher vers Hanseong et d'encercler le palais de Gyeongbokgung. Selon les renseignements obtenus par l'armée japonaise, la plupart des forces de l'armée Joseon (en) et de la police à Hanyang ont été détruites dans la répression du mouvement paysan Donghak. On s'attend donc à ce qu'il n'y ait que quelques gardes royaux gardant Gyeongbokgung, mais de nombreux soldats des gardes de la capitale (친군영, Chingunyeong) sont stationnés dans diverses parties de Séoul. La stratégie est pour le 11e régiment d'occuper les portes de Dongdaemun, Gwanghuimun et Dongbukmun de Hanyang et de patrouiller et de garder la ville. Ensuite, 1 000 soldats du 21e régiment pénétreront de force dans le palais de Gyeongbokgung pour sécuriser le roi Gojong et soumettre l'armée Joseon.
Le 23 juillet, les Japonais approchent Daewongun, qui est assigné à résidence. Gojong le considérait comme quelqu'un prêt à devenir le dirigeant coréen dans l'expansion de sa sphère d'influence sur Joseon. Il accepte sous la menace de l'épée, à condition que « le Japon n'exige pas un seul morceau de territoire coréen si les réformes réussissent », et les Japonais le libérent donc. Kim Hong-jip et le parti Gaehwa rejoignent également l'assaut après l'échec du coup d'État de Gapsin. Il demande leur aide militaire pour renverser le gouvernement administré par la faction conservatrice des érudits confucéens soutenue par le gouvernement Qing qui s'oppose à la modernisation,.

### Assaut du palais
À 4h30 du matin, Otori ordonne à Ōshima Yoshimasa d'« exécuter comme prévu ! » Le 21e régiment assiège le palais. Le roi Gojong et la reine Myeongseong se sont réveillés de l'attaque soudaine ; ils se sont réfugiés dans la salle Hamhwadang du palais Geoncheong, un palais séparé au nord du Hyangwonji Pong à Gyeongbokgung.
Le 1er bataillon tire sur Geonchunmun, la porte est, et Gwanghwamun, la porte principale, défendues par les gardes du palais d'escorte royale (장위영) dirigés par le lieutenant-colonel Hong Gye-hun. En attaquant de plein fouet les deux portes, il force les Coréens à rediriger leurs troupes loin de Yeongchumun, la porte ouest, et de Shinmumun, la porte nord,. Le major Keizo Yamaguchi dirige le 2e bataillon contre 500 fantassins de garde à cheval (기영병, Giyeongbyeong) de Pyongyang défendant Yeongchumun et Shinmumun armés de fusils Mauser modèle 1871. L'infanterie de la garde montée défend farouchement les portes, mais elle est en infériorité numérique à quatre contre un ,,. Yamaguchi ordonne à ses ingénieurs de la 7e compagnie de détruire la porte Yeongchumun avec des explosifs, mais celle-ci est trop solide et ils doivent l'attaquer avec des haches,.
À 5 heures du matin, Yamaguchi et le 2e bataillon franchissent finalement la porte Yeongchumun. Ensuite, le 1er bataillon perce Shinmumun et Gwanghwamun et détruit la portes Geonchunmun avec des explosifs. Ils franchissent les portes du palais et accrochent un long mât de drapeau au mur. Les Japonais forcent les gardes du palais d'escorte royale et l'infanterie de la garde montée à se cacher derrière les pins et les murs du palais à gauche de Gwanghwamun, les coupant ainsi des renforts. Les gardes sont finalement vaincus par un nombre supérieur de Japonais,. Yamaguchi fait un détour vers l'est et les côtés ouest du palais de Gyeongbokgung pour rejoindre les troupes entrées par Shinmumun pour sécuriser la résidence de Hamhwadang. A son arrivée, il dégaine son épée et force Gojong à sortir tout en prétendant le protéger. A 7h30, Gojong ordonne à ses gardes d'arrêter le combat. L'infanterie de la garde montée défendant Yeongchumun se rend 30 minutes plus tard.

### À l'extérieur du palais
Les combats ne s'arrêtent pas immédiatement après la reddition du roi Gojong. Vers 15 heures, les gardes métropolitains près de Dongdaemun engagent le 11e régiment, et un violent échange de tirs s'ensuit. Vers 17 heures, le régiment occupe leurs flancs droit et gauche. Les gardes du palais défendant la périphérie de Hanyang et la forteresse de Bukhansanseong entendent parler de l'attaque et mobilisent l'artillerie de campagne, la police et la cavalerie pour encercler le palais. Cependant, le diplomate Joseon Kim Ga-jin et le membre du  parti Gaehwa Ahn Kyung-soo rédigent un faux ordre au nom du roi et ordonnent à Hong Gye-Hun de désarmer l'armée Joseon. Ils envoient des messagers à toutes les unités de la garde de la capitale pour leur ordonner de déposer les armes, mais certains refusent.

## Conséquences

### Munitions
Les Japonais capturent l'armurerie contenant 3 000 fusils, dont des Mauser, des Remington et des Martinis, 8 mitrailleuses Gatling, 20 pièces d'artillerie et des chevaux. Ils gardent des armes pour combattre les Donghak et les Qing, tandis que les autres sont envoyées au Japon sur 2 jours. Certaines sont jetées dans l'étang de Hyangwonjeong pour les détruire. Les gardes pleuraient au moment de la reddition tandis que les Japonais les désarmaient. Certains gardes déchirent leurs uniformes et démontent leurs armes eux-mêmes. L'infanterie de la garde montée se disperse et retourne à Pyongyang.

### Gouvernement du parti Gaehwa
Daewongun entre dans le palais sous surveillance. Le 25 juillet, le roi Gojong convoque le ministre Ōtori au tribunal pour annoncer sa cession du contrôle politique à son père, tout en agissant en consultation avec lui. Daewongun et les Japonais remplacent le gouvernement coréen existant par un gouvernement pro-japonais administré par le parti Gaehwa avec Kim Hong-jip comme Premier ministre afin de lancer les réformes Gabo. Leurs premiers actes sont de dissoudre la garnison des gardes de la capitale, d'expulser les forces Qing et de demander au Japon d'envoyer davantage de troupes en Corée.

### Première guerre sino-japonaise et indépendance de la Corée vis-à-vis de la Chine
Même si les forces Qing sont sur le point de quitter la Corée parce qu'elles n'y sont pas nécessaires, le gouvernement Qing rejette le nouveau gouvernement coréen. Parce que le gouvernement Qing n'informe pas le gouvernement japonais de la demande d'aide du roi, les Japonais commencent les préparatifs pour expulser les forces Qing à Asan, menant à la bataille de Seonghwan de la première guerre sino-japonaise que les Japonais remportent. Le Japon gagne la guerre et la Chine signe le traité de Shimonoseki en 1895 qui force les Qing à reconnaître l'« indépendance et l'autonomie complètes de la Corée », mettant ainsi fin aux relations tributaires de la Corée avec la dynastie Qing et obtenant son indépendance en 1895.

### Destin de l'administration de Kim Hong-jip
Les Japonais, cependant, deviennent nerveux après avoir confié la direction à Daewongun, car celui-ci semble intéressé « uniquement à prendre le pouvoir et à purger ses opposants et ne voit pas la nécessité d'une politique de réforme ». En septembre 1894, les Japonais décident de ne plus faire confiance à Daewongun. Début octobre, il devient évident que « le projet visant à utiliser Taewongun [Daewongun] comme véhicule du programme de réforme est un échec ». Un homme d'État japonais, Inoue Kaoru, est envoyé en Corée en tant que nouveau ministre résident. Il déclare à Daewongun « Vous faites toujours obstacle », et le force à promettre qu'il « s'abstiendra de toute ingérence dans les affaires politiques ». L'administration de Kim Hong-jip procède à des réformes progressistes radicales malgré le cynisme de Daewongun, telles que l'abolition du système de castes Joseon (en) et du Gwageo, et l'interdiction des chignons par le biais d'une nouvelle organisation, la Gungukkimucheo.
Des luttes intestines constantes avec des membres du cabinet tels que Park Yeong-hyo et une implication changeante des Japonais et des Russes provoquent l'effondrement du parti Gaehwa, et le Gungukkimucheo et son cabinet s'effondrent, puis sont rétablis et changent de membres à quatre reprises. Après l'assassinat de la reine Min et l'exil de Gojong à la légation russe, le roi ordonne l'arrestation de responsables pro-japonais, provoquant la fin des réformes Gabo de 1894 à 1896, ainsi que la lynchage et le démembrement de Kim Hong-jip,.

## Dans la culture populaire
- Nokdu Flower (en) (drama coréen de 2018)

### Sources
- Jae-eun Kang, The Land of Scholars: Two Thousand Years of Korean Confucianism, Homa & Sekey Books, 2006 (ISBN 978-1-931907-30-9, lire en ligne)
- Liu Kwang-Ching, The Cambridge History of China, vol. 11, Late Ch'ing, 1800–1911 Part 2, Cambridge University Press, 1978, illustrated éd. (ISBN 978-0-521-22029-3)
- Piotr Olender, Sino-Japanese Naval War 1894–1895, MMPBooks, 2014 (ISBN 978-83-63678-30-2)
- S.C.M Paine, The Sino-Japanese War of 1894–1895: Perceptions, Power, and Primacy, Cambridge University Press, 2003 (ISBN 978-0-521-81714-1)
- The Memoirs of Ogawa Heikichi: The Story of a Japanese Soldier in Korea, 1894-1895 d'Ogawa Heikichi
- A Modern History of Korea: From the Late Nineteenth Century to the Present de Michael Robinson
- Korea: The Impossible Country by Daniel Tudor
- The Last Stand of the Chinese Garrison at Pyongyang, 1894 de Edward J. M. Rhoads (Journal of Military History)
- The Gyeongbokgung Palace Incident: Perspectives and Consequences de Jung-Sun Han (Journal of Korean Studies)